# 维亚切斯拉夫·福米乔夫
维亚切斯拉夫·瓦西里耶维奇·福米乔夫（羅馬化：Vyacheslav Vasil'yevich Fomichev；1965年4月26日—）是俄罗斯政治人物和第八届国家杜马代表。他也曾担任莫斯科州杜马议员

## 制裁
福米乔夫于2022年因俄乌战争而受到英国政府制裁。